# Kemal Alomerovic
Kemal Alomerovic (Skopje, 8 de dezembro de 1980) é um ex-futebolista macedônio que atuava como meio-campista.